# Karmudi, Yelbarga
Karmudi là một làng thuộc tehsil Yelbarga, huyện Koppal, bang Karnataka, Ấn Độ.